# Kubu (Karangasem)
Kubu ist indonesischer Distrikt (Kecamatan) im Osten des balinesischen Regierungsbezirks Karangasem. Er grenzt im Westen an den Kecamatan Kintamani vom Kabupaten Bangli, im Nordwesten an den Kecamatan Tejakula aus dem Kabupaten Buleleng, im Südosten an Abang, im Süden an die Kecamatan Bebandem und Selat sowie im Südwesten an Redang.
Der größte Distrikt im Regierungsbezirk Karangasem (27,5 % Anteil) hat die geringste Bevölkerungsdichte. Er wird in neun Dörfer gegliedert.

## Verwaltungsgliederung
| Kode PUM 1    | Dorf           | Fläche (km²) Ende 2021 | Einwohner Census 2010 | Einwohner Census 2020 | Einwohner Ende 2021 | Dichte Einw. pro km² |
| ------------- | -------------- | ---------------------- | --------------------- | --------------------- | ------------------- | -------------------- |
| 51.07.08.2001 | Ban            | 78,40                  | 9.542                 | 11.928                | 13.209              | 168,48               |
| 51.07.08.2002 | Dukuh          | 39,38                  | 3.119                 | 4.241                 | 4.955               | 125,83               |
| 51.07.08.2003 | Kubu           | 6,19                   | 2.915                 | 4.130                 | 4.796               | 774,80               |
| 51.07.08.2004 | Tianyar        | 16,99                  | 9.052                 | 13.601                | 15.146              | 891,47               |
| 51.07.08.2005 | Tianyar Barat  | 18,74                  | 9.294                 | 12.689                | 14.019              | 748,08               |
| 51.07.08.2006 | Tianyar Tengah | 10,65                  | 6.346                 | 9.509                 | 10.175              | 955,40               |
| 51.07.08.2007 | Tulamben       | 28,81                  | 8.046                 | 10.859                | 11.850              | 411,32               |
| 51.07.08.2008 | Baturinggit    | 12,20                  | 3.188                 | 4.975                 | 5.591               | 458,28               |
| 51.07.08.2009 | Sukadana       | 25,97                  | 5.551                 | 7.429                 | 7.664               | 295,11               |
| 51.07.08      | Kec. Kubu      | 237,34                 | 57.053                | 79.361                | 87.405              | 368,27               |
Ergebnisse aus Zählung:
2010 und 2020, Fortschreibung (Datenstand: Ende 2021)

## Bevölkerung

### Bevölkerungsentwicklung der letzten drei Halbjahre
| Datum      | Fläche (km²) | Einwohner | männlich | weiblich | Dichte (Einw./km²) | Sex Ratio (m*100/w) |
| ---------- | ------------ | --------- | -------- | -------- | ------------------ | ------------------- |
| 31.12.2020 | 237,34       | 86.268    | 44.298   | 41.970   | 363,5              | 105,5               |
| 30.06.2021 | 237,34       | 85.596    | 44.015   | 41.581   | 360,6              | 105,9               |
| 31.12.2021 | 237,00       | 87.405    | 44.659   | 42.746   | 368,8              | 104,5               |
Fortschreibungsergebnisse